# Michael Prophet
Michael Prophet, született Michael George Haynes (Kingston, 1957. március 3. – Bedford, Anglia, 2017. december 16.) jamaicai reggae-énekes.

## Diszkográfia
- Consciousness (1979)
- Vocal & Dub (1979)
- Serious Reasoning (1980)
- Righteous Are The Conqueror (1980)
- Yabby You & Michael Prophet Meets Scientist at The Dub Station (1981)
- Know The Right (1981)
- Prophecy (1981, Yabby You-val és Wayne Wade-dal)
- Michael Prophet (1981)
- Stars In Disco Showcase (1982)
- Michael Prophet Versions (1983)
- Jah Love (1983)
- Love Is An Earthly Thing (1983)
- Blood Stain (1984)
- Cease Fire (1985)
- Joint Favourites (1985, Half Pint-tel)
- Settle Fu Ye Settle (1986)
- Loving You (1987)
- Certify (1988)
- Gunman (1991)
- Get Ready (1991)
- Bull Talk (1992)
- Magnet to Steel (1994)
- Cease & Settle (1994, válogatás a Cease Fire és a Settle Fu Ye Settle albumokról)
- Flimmy and The Prophet (1995)
- Rootsman (1999)
- Michael Prophet & Friends (1999)
- Consciousness (2000)
- Al Campbell Meets Michael Prophet (2000)
- Protection (2009)